# Air-France-Flug 072
Der Air-France-Flug 072 (Flugnummer: AF072, Funkrufzeichen: AIRFRANS 072) war ein internationaler Linienflug der Air France von Fort-de-France,  Martinique nach Biscarrosse, Frankreich mit einem planmäßigen Zwischenstopp in
Port-Etienne, Französisch-Westafrika. Am 1. August 1948 ging auf diesem Flug eine Latécoère 631 auf dem Nachtflug über dem Atlantik verloren, nachdem sie zuvor ein Notrufsignal abgegeben hatte. Trotz einer großangelegten Suche wurden nur wenige Wrackteile gefunden, der Großteil des Wracks und alle 52 Insassen der Maschine gelten bis heute als verschollen.

## Maschine
Die betroffene Maschine war ein neun Monate altes Flugboot des Typs Latécoère 631 mit der Werknummer 6, dessen Stapellauf im Werk von Latécoère in Biscarrosse und Erstflug am 9. November 1947 erfolgt waren. Die Maschine wurde anschließend an Air France ausgeliefert und von dieser seitdem mit dem Luftfahrzeugkennzeichen F-BDRC und dem Taufnamen Lionel de Marnier im transatlantischen Flugverkehr eingesetzt. Das sechsmotorige Langstrecken-Flugboot war mit sechs Doppelsternmotoren des Typs Wright R-2600-A5B Cyclone ausgestattet. Bis zum Zeitpunkt des Unfalls hatte die Maschine erst 185 Betriebsstunden absolviert.

## Insassen
Den Flug von Fort-de-France nach Port-Etienne hatten 41 Passagiere angetreten. Es befand sich eine elfköpfige Besatzung an Bord. Zu dieser gehörten der Flugkapitän Corentin Kersual, der Erste Offizier Jean Goutay sowie die Bordfunker Henri Gloux und Gontran Ronat. Mitglieder der Besatzung waren ferner die Mechaniker Henri Cabanes, Gaston Le Morvan, Jean Coustaline, Alfred Jaggi und Arbelot sowie die beiden Flugbegleiter Sgourdeos und Meunier.

## Unfallhergang
Die Maschine hob um 15:05 Uhr des 31. Juli zum Flug des ersten Flugabschnitts nach Port-Etienne ab, wo die Maschine um 01:00 Uhr Ortszeit eintreffen und ein Zwischenstopp zur Betankung eingelegt werden sollte. Die geplante Flugdauer betrug 16 Stunden und 15 Minuten, die Reiseflughöhe 3000 Meter. Der Flug wurde unter Instrumentenflugbedingungen durchgeführt. Die Maschine gab stündlich einen Positionsbericht ab. Der letzte Positionsbericht wurde um 23:11 Uhr Ortszeit (0:11 Uhr UTC) abgegeben. Es wurde später gemeldet, dass eine amerikanische Funkstation auf den Azoren kurz nach Mitternacht ein Notrufsignal empfangen hatte. Kurz darauf ging das Flugboot über dem Atlantik und etwa 1.920 km vor Dakar verloren.
Nach dem Verschwinden der Maschine wurde eine Suchmission gestartet, an der ein U-Boot, drei Schiffe, eine Lockheed Constellation, eine Latécoère 631, drei Boeing B-17 und sieben Boeing B-29 beteiligt waren. Am 6. August meldete ein Schiff der US-Küstenwache, die USCGC Campbell, dass man zwei Flugzeugsitze gefunden habe. Die Mannschaften der Campbell und eines anderen Schiffs bargen mehrere weitere kleinere Trümmerteile ein, bevor die Suche am 8. August abgebrochen wurde.

## Ursache
Die Mitglieder des Unfalluntersuchungskomitees führen den Unfall einstimmig auf ein schweres und plötzliches Ereignis technischer Natur zurück, dessen Ursache nicht eindeutig nachgewiesen werden konnte.